# Médiathèque de la Communauté française de Belgique
De Médiathèque de la Communauté française de Belgique (Frans voor Mediatheek van de Franstalige gemeenschap van België) ook wel kortweg La Médiathèque genoemd, is een vereniging zonder winstoogmerk die tot doel heeft het behoud en het uitlenen van geluidsmateriaal en audiovisuele middelen op het grondgebied van de Franse Gemeenschap van België, door middel van 17 uitleenpunten en vier zongenaamde discobus. Sinds november 2006 biedt de vereniging de mogelijkheid om on line muziek aan te kopen.
De verkochte MP3's zijn te downloaden zonder DRM en toegankelijk  op alle geluidsdragers.